# Ilie Crețulescu
Ilie Crețulescu, romunski general, * 1892, † 1971.